# Mubarak Hassan Shami
Mubarak Hassan Shami, nato Richard Yatich (in arabo مبارك حسن شامي‎?, Mubārak Ḥassan Šāmī; 1º dicembre 1980), è un maratoneta keniota naturalizzato qatariota.

## Palmarès
| Anno | Manifestazione  | Sede      | Evento   | Risultato | Prestazione | Note |
| ---- | --------------- | --------- | -------- | --------- | ----------- | ---- |
| 2006 | Giochi asiatici | Doha      | Maratona | Oro       | 2h12'44"    |      |
| 2007 | Mondiali        | Osaka     | Maratona | Argento   | 2h17'18"    |      |
| 2008 | Giochi olimpici | Pechino   | Maratona | dnf       | dnf         |      |
| 2009 | Mondiali        | Berlino   | Maratona | dnf       | dnf         |      |
| 2010 | Giochi asiatici | Guangzhou | Maratona | Bronzo    | 2h12'53"    |      |

## Altre competizioni internazionali
2003
- Oro alla Zevenheuvelenloop ( Nimega) - 42'43"
- Oro alla Montferland Run ( 's-Heerenberg) - 43'20"

2004
- 9º alla Mezza maratona di Lisbona ( Lisbona) - 1h00'31"

2005
- Oro alla Maratona di Venezia ( Venezia) - 2h09'22"
- Oro alla Maratona di Vienna ( Vienna) - 2h12'20"
- Oro alla Mezza maratona di Kabarnet ( Kabarnet) - 1h01'57"

2006
- Oro alla Maratona di Praga ( Praga) - 2h11'11"
- Argento alla Mezza maratona di Torino ( Torino) - 1h01'54"
- Oro alla Mezza maratona di Bologna ( Bologna) - 1h02'46"
- Oro al Trofeo Sant'Agata ( Catania)
- Bronzo al Memorial Peppe Greco ( Scicli) - 29'42"

2007
- Oro alla Maratona di Parigi ( Parigi) - 2h07'17"
- 5º alla Mezza maratona di Parigi ( Parigi) - 1h00'47"
- 5º alla BOclassic ( Bolzano) - 29'19"

2008
- Oro alla Maratona del lago Biwa ( Ōtsu) - 2h08'23"
- Oro alla Mezza maratona di Logroño ( Logroño) - 1h03'08"

2009
- 8º alla Mezza maratona di Nizza ( Nizza) - 1h02'06"

2010
- Oro alla Mezza maratona di Bologna ( Bologna) - 1h02'14"